# Frans Kerremans
Frans Kerremans (Dendermonde, 20 oktober 1947) is een voormalig Belgisch wielrenner. Hij behaalde in 1971 een tweede plaats in de Ronde van Vlaanderen.

## Belangrijkste overwinningen
1968
2e etappe Ronde van Namen
1969
Ronde van Namen
 Belgisch kampioenschap baanwielrennen, ploegenachtervolging,
amateurs
GP Zele
1970
Destelbergen
1972
Omloop van midden Vlaanderen
1973
Murten